# Belle-Île (Luik)

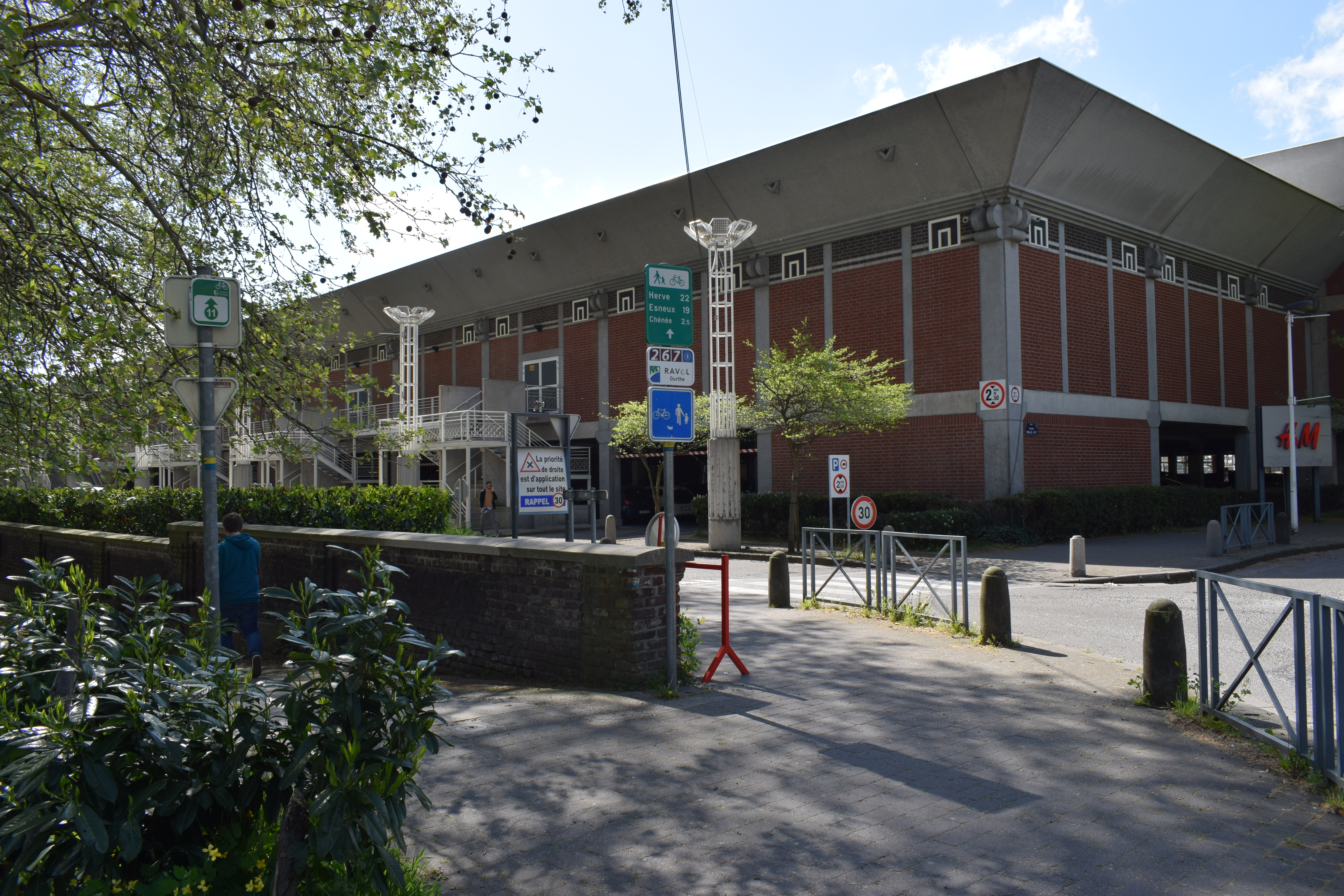
Winkelcentrum Belle-Île (buitenaanzicht)

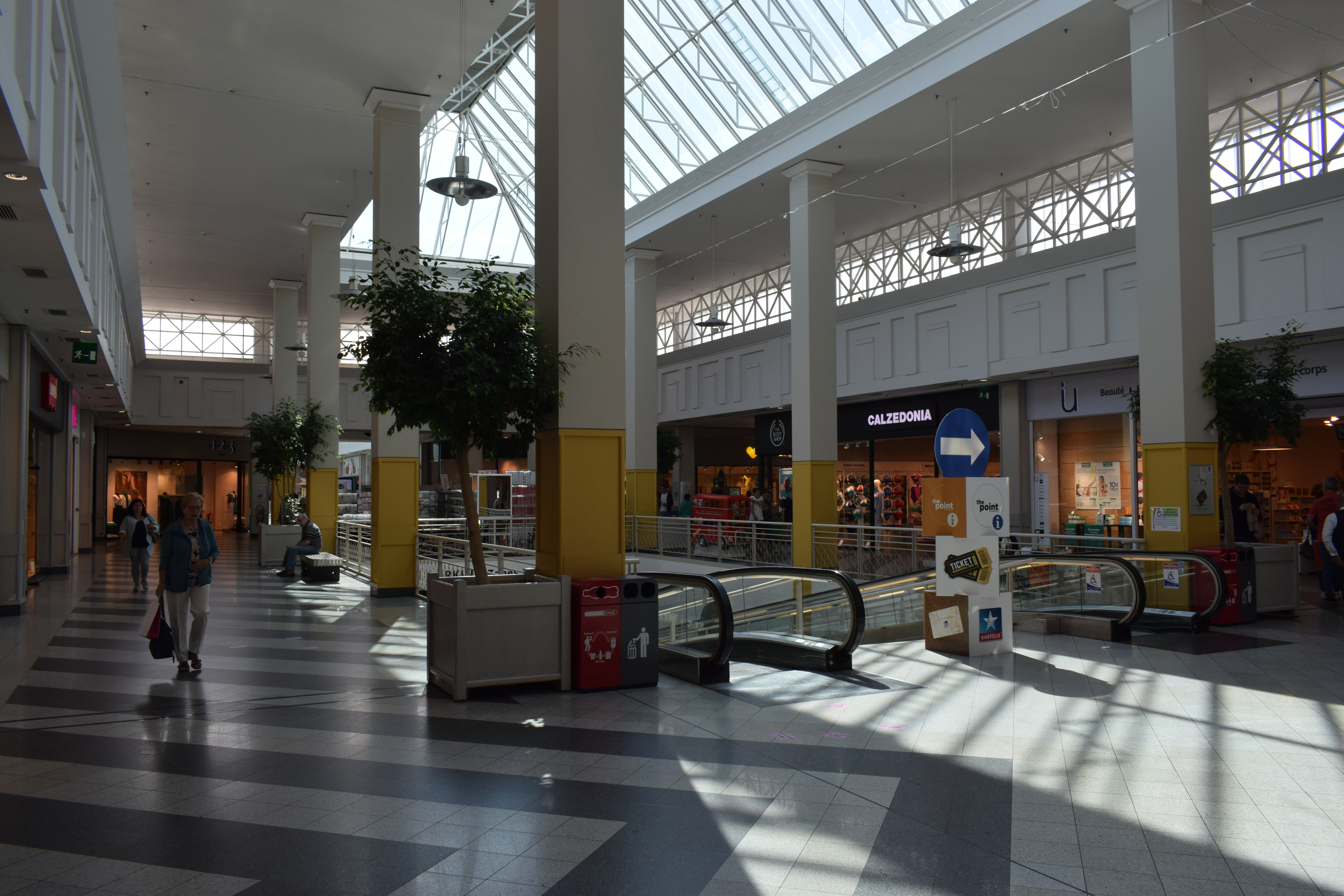
Winkelcentrum Belle-Île (binnenaanzicht)

Belle-Île is een winkelcentrum in het zuidoosten van Luik. Het winkelcentrum, dat geopend werd in 1995, telt zo'n 100 winkels op een verhuurbaar vloeroppervlak van ruim 30.000m². Bij het centrum zijn ongeveer 2000 parkeerplaatsen. 
In 2016 waren er plannen en een bouwvergunning voor de uitbreiding van het centrum met 10.000 m² en 500 parkeerplekken. Door het vertrek van de Carrefour-winkel gingen deze plannen echter niet door.
Vanaf 2019 wordt het winkelcentrum gerenoveerd, waarbij aandacht is voor meer groen en daglicht. In 2022 wordt gestart met de uitbreiding van het centrum met 11.000 m². De uitbreiding moet gereed zijn in 2024 en wordt begroot op € 50 miljoen.
Het centrum is eigendom van Wereldhave Belgium.

## Situering
Het winkelcentrum ligt in de deelgemeente Angleur langs de Ourthe, bij afrit 38 van de E25 (dit deeltraject is formeel de A602). Het dichtstbijzijnde treinstation, enigszins op loopafstand, is Angleur.